# Czeremoszniki Podgórne
Czeremoszniki Podgórne (biał. Чарэмушнікі Пагарныя; ros. Черемушники Погорные) – wieś na Białorusi, w obwodzie witebskim, w rejonie postawskim, w sielsowiecie Kuropole.

## Historia
W czasach zaborów w gminie Postawy, w powiecie dzisieńskim, w guberni wileńskiej Imperium Rosyjskiego.
W dwudziestoleciu międzywojennym wieś leżała w Polsce, w województwie wileńskim, w powiecie duniłowickim, od 1926 w powiecie dziśnieńskim, w gminie Postawy.
Według Powszechnego Spisu Ludności z 1921 roku zamieszkiwały tu 184 osoby, 14 były wyznania rzymskokatolickiego, a 170 prawosławnego. Jednocześnie 4 mieszkańców zadeklarowało polską, a 180 białoruską przynależność narodową. Było tu 38 budynków mieszkalnych. W 1931 w 42 domach zamieszkiwało 205 osób.
W 1938 roku miejscowość należała do gromady Antonowo gminy Postawy.
Po agresji ZSRR na Polskę w 1939 roku wieś znalazła się w granicach BSRR. W latach 1941–1944 była pod okupacją niemiecką. Następnie leżała w BSRR. Od 1991 roku w Republice Białorusi.